# Рекламний монітор
Рекламний монітор — пристрій, призначений для трансляції рекламних відеоматеріалів в приміщенні, в транспорті, або на вулиці за технологією Digital Signage.
«Рекламний монітор» часто плутають з простим,  комп'ютерним монітором і телевізором. Однак вони істотно відрізняються - рекламний монітор практично не має налаштувань як в телевізорі, на ньому практично немає кнопок, часто немає пульта керування в комплекті. Рекламні монітори включаються автоматично при подачі живлення, не вимагаючи натискання кнопки, і починають відображення інформації, що надходить з медіаблоку (рекламного плеєра).
Контент як правило розміщується на змінних флеш носіях або у вбудованій пам'яті. Перезапис контенту на вбудовану пам'ять може здійснюватися автоматично або вручну.

## Галузі застосування
Подібний пристрій можна встановити в будь-якому громадському місці. З його допомогою з'явилася можливість оперативно візуально донести важливу інформацію до великих мас людей в громадському місці.
Найбільш широке застосування на даний момент рекламні монітори знайшли в громадському транспорті, що створило новий тип реклами. У багатьох містах були організовані агентства, що спеціалізуються саме на цьому типі реклами.